# 佐藤マコト
佐藤 マコト（さとう マコト、1963年 - ）は、日本の漫画家。東京都出身。男性。鈴木由美子の専属アシスタントを経て、デビュー。

## 来歴
1963年に東京都で生まれる。高校を卒業後、建築会社やアニメーションの会社で働く。その後、雑誌の広告でアシスタント募集を見て、岡田ユキオのアシスタントとなる。プロアシスタントとしていろいろな現場で経験を積み、1995年に読み切り『個人世界』が『ヤングマガジン増刊赤BUTA』（講談社）に掲載され、デビューを果たす。1997年に『箱入り娘』が第2回MANGA OPENで入選する。
1999年、『モーニング新マグナム増刊』No.11より『サトラレ』の連載を開始。同作は2001年に『サトラレ TRIBUTE to a SAD GENIUS』のタイトルで実写映画化され、2002年にテレビドラマ化された。2005年に『サトラレneo』の連載を開始。
2007年、『プレイコミック』の「創刊39周年記念連載攻勢第1弾」作品として、医療サスペンスを題材とした『逃亡医F』の連載を開始。2009年11月、『コミックフラッパー』（メディアファクトリー）にて、「新時代を開く新連載」として4作品の連載が開始され、その1作として「ハートフルSFコメディ」の『轟け!鉄骨くん』をスタートさせる。
代表が須本壮一（本そういち）、副代表が葉月京によるボランティア団体が主催する、34名の漫画家による子どもたちの未来のためのチャリティオークションBe Smile Projectが2010年1月から開催され、佐藤も参加。
2013年9月、『ヤングガンガン』（スクウェア・エニックス）18号より吸血鬼のラブコメディ『Qの系譜』の連載を開始。2021年11月に『逃亡医F』のテレビドラマ化が発表される。

## 作品リスト

### 連載
- サトラレ（『モーニング新マグナム増刊』1999年No.11[8] - 2001年20号[9]、『イブニング』2001年1月号[9] - 2005年1号[10]、全8巻）
  - サトラレneo（『イブニング』2005年22号[11] - 2006年21号[12]、全2巻） - 『サトラレ』の続編。
  - サトラレ〜嘘つきたちの憂鬱〜（『コミックDAYS』2018年5月[13] - 2019年10月[14]3日、全4巻） - 原作担当、作画は伊鳴優子[15]。
- RODIN（原作：谷津弘幸、『ヤングチャンピオン』2005年19号[16] - 2006年15号、全2巻）
- 逃亡医F（原作：伊月慶悟、『プレイコミック』2007年15号 - 2008年19号） - 紙の単行本は未刊行[注釈 1]。
- 無修正学級狩られ屋（『ケータイ★まんが王国』描き下ろし連載[注釈 2]、全3巻）
- 轟け!鉄骨くん（『コミックフラッパー』2009年12月号[4] - 2011年7月号[17]、全2巻）
- Qの系譜（『ヤングガンガン』2013年18号[6] - 2014年15号、全2巻）

### 読切
- 個人世界（『ヤングマガジン増刊赤BUTA』[1]）
- 箱入り娘（『モーニング』）
- ブラック・ジャック ALIVE 「ピノコの恋」（『ヤングチャンピオン』2005年7号） - 『ブラック・ジャック』のリメイク作品集の一編。
- 酔いどれインターポール（原作：花形怜、『モーニング食』1号[18]、2号[19]、2011年 - 2012年）
- 『超人ロック』トリビュート読み切り（『ヤングキングアワーズ』2017年1月号[20]） - 『超人ロック』ファンの漫画家による同作を題材に読み切りを描く企画の第1弾作品[20]、アンソロジー『超人ロック異聞』に収録[21]

### その他
- 「June Bride ○○は俺の嫁!!」特集（『コミックフラッパー』2010年7月号[22]） - コメントとイラスト[22]
- 東日本大震災被災地への応援メッセージイラスト（『コミックフラッパー』公式サイト2011年3月公開[23]） - 『フラッパー』の作家として寄稿[23]

## 活動など
- 2011年7月8日、新宿ロフトプラスワンにて開催の『超人ロック』ファンイベント「超人ロック SPECIAL NIGHT 2011」にゲスト出演[24]。
- 2015年8月3日、赤松健がGYAO!とJコミックテラスを設立し、記者会見が行われ、そこで赤松の事業に賛同する漫画家の1人として佐藤の応援メッセージが発表された[25]。
- 2016年3月20日、東京都立川市子ども未来センターにて、立川まんがぱーくのオープン3周年記念イベント「立川まんがぱーくまつり」を開催[26]。イベントのトークショーに佐藤が出演[26]。